# Ауліх Вітольд Артурович
Вітольд Артурович Ау́ліх (пол. Witold Marian Aulich; 11 лютого 1889, Львів — 3 серпня 1948, там само) — польський конструктор-машинобудівник. Батько археолога Вітольда Ауліха. Доктор технічних наук (1915), професор Львівської політехніки (1936). Завідувач кафедри теорії механізмів і машин (від 1941 року) Львівського політехнічного інституту.

## Життєпис
Народився 11 лютого 1889 року у Львові.
У 1895—1900 роках він відвідував початкову школу приватно. У 1900—1907 роках відвідував класичну гімназію у Золочеві та Стрию. Закінчивши середню школу в навчальному році 1907/1908, він розпочав навчання на механічному відділі (факультеті) Львівської політехніки. Влітку 1909 року він переїхав до Львівського університету для вивчення математики та фізики. У 19010/1911 навчальному році він повернувся до навчання у Політехніці, яке закінчив у 1912 році. 19 жовтня 1912 року Ауліх склав другий державний іспит (еквівалентний екзамену на диплом) з відзнакою з усіх предметів та практичного опрацювання.
1911 року вийшов друком перший його підручник «Логарифмічний повзунок та його використання». У 1912 році він отримав нагороду фундації імені професора Б. Мариняка, за найкращі конструктивні праці. У 1913—1914 роках працював конструктором на заводі водяних турбін у США. 1915 року, коли російські війська окупували Львів, був вивезений до Росії як цивільний полонений та перебував спершу у Казані, а потім у Києві, де працював конструктором на взуттєвій фабриці. 1918 року повернувся до Львова, працював конструктором у залізничних майстернях; згодом — асистентом кафедри механіки Львівської політехніки.
28 лютого 1922 року він одружився з Вандою (до шлюбу Річард), посадовою особою польського консульства в Чикаго.
У 1920—1924 роках перебував у США: консулярний секретар торгового відділу Генерального консульства в Чикаґо, головний конструктор заводу водяних турбін «Rodney Hunt Machine Company» (м. Орандж, Массачусетс).
1924 року повернувся до Львова, де протягом восьми місяців працював на заводі «Арма». Від вересня того ж року працював у Державній промисловій школі у Львові (нині — Львівський державний коледж декоративного і ужиткового мистецтва імені Івана Труша), де викладав технічне креслення, технологію, механіку, калькуляцію розрахунків та інші дисципліни. Від грудня 1925 року працював у Львівській політехніці. У Львові вони мешкали у віллі бабусі Марії, розташованій на вулиці Дунін—Борковських, 2 (нині — вулиця Максима Залізняка, 4). Там усім керувала бабуся Марія, яка намагалася міцною рукою підтримувати будинок у порядку. Вітольдам було настільки неприємно, що 1932 року вони переїхали на квартиру в будинку на вулиці Гіпсовій, 32. Через три роки, за терміновим проханням бабусі, вони повернулися на вулицю Дунін-Борковських. Відтепер бабуся не втручалася у справи Вітольдів, залишаючи лише сад під власним контролем.
У 1927—1929 роках Вітольд читав лекції на інженерному факультеті із загальної механіки. У 1928/1929 навчальному році він перейшов з посади асистента викладача в машинній лабораторії на посаду асистента кафедри насосів та водяних двигунів. Наприкінці 1928/1929 навчального року він покинув викладацьку посаду в промисловій школі, щоб присвятити себе подальшій науковій роботі. Тоді ж йому довірили читати лекції з машин та механіки на хімічному факультеті. Від 1929—1930 років читав лекції на машинобудівному факультеті з принципів теорії механізмів. У 1936 році він був призначений професором кафедри машинознавства. Одночасно він займався викладацькою та науково-дослідницькою роботою у Товаристві Львівської політехніки, де був редактором журналу «Czasopismo techniczne» у 1935—1936 роках та у Львівській філії Асоціації польських інженерів-механіків.
Під час німецької окупації читав лекції на Державних технічних курсах, організованих у приміщенні Львівського політехнічного інституту. Брав участь в організації таємного викладання у Львівській політехніці та в акції підтримки вдів професорів Львівської політехніки, розстріляних німцями 4 липня 1941 року на Вулецьких пагорбах у Львові. Від 1946 року — професор, декан механічного факультету, завідувач кафедри теорії механізмів і машин цього ж інституту. Напрями наукових досліджень: теорія водяних турбін, теоретичні питання конструювання машин, теорія механізмів. Він був затятим противником репатріації поляків зі Львова.
Вітольд Ауліх відійшов у засвіти на 60-му році життя, 3 серпня 1948 року. Похований на Личаківському цвинтарі у Львові.

## Основні праці
- Logarytmiczny suwak rachunkowy i jego sposób użycia. — Lwów: Naklabem Komisyi Wydawniczej Biblioteki Politechnicznej, 1911. — 55 s.
- Ewolucja form konstrukcyinych w budowie turbin wodnych jako skutek wzajemnych wpływów: teorji i praktyki. — Lwów, 1919.
- O zaleźności kształtu maszyn od jej wielkości (Studium morfonomiczne) // Czasopismo Techniczne: organ Min. Robot Publ. i T-wa Politechn. we Lwowie. — Lwow: Polskie Towarzystwo Politechniczne we Lwowie, 1932. — № 1—24. — S. 105—109.
- Cywilizacja, stan inźynierski i szkoły politechniczne. — Lwów, 1938.

## Родина
- донька Ванда (нар. 6 лютого 1925, Львів) — по закінченню медичного факультету у Львові 16 серпня 1952 року вийшла заміж за інженера Євгеніуша Бжуховського, тоді асистента Львівської політехніки. У цьому шлюбі народилося троє дітей:
* Ясь (нар. 25 жовтня 1953, Львів — 1984, Вроцлав) — асистент кафедри логіки Вроцлавського університету (1976—1984). Помер від лейкемії 1984 року у Вроцлаві.
* Ядвіга (нар. 12 квітня 1957, Львів) — асистент на архітектурному факультеті Вроцлавського технологічного університету (1975—1980), доктор технічних наук. З 2000 року вона є координатором побудови просторової інформаційної системи у Вроцлавському бюро розвитку.
* Марія (нар. 7 квітня 1966) — працює в оркестрі Вроцлавської філармонії з 1989 року (перша скрипка) та викладачем Музичної Академії. З 2003 року — заступник ректора з питань зовнішньої співпраці.
- син Вітольд (1928, Львів — 1994, там само) — український археолог польського походження, кандидат історичних наук, дослідник пам'яток слов'ян та княжої доби Прикарпаття та Волині. Був одружений з українською мовознавицею, кандидатом філологічних наук, дослідницею проблеми історії української мови, лексикографії, археографії Уляною Єдлінською (1924—2016).